# Jacob Hindsgaul
Jacob Hindsgaul Madsen (* 14. Juli 2000 in Middelfart) ist ein ehemaliger dänischer Radrennfahrer.

## Werdegang
Als Junior wurde Hindsgaul dänischer Meister im Einzelzeitfahren und gewann die Internationale Cottbuser Junioren-Etappenfahrt. Er war Teilnehmer an den Olympischen Jugend-Sommerspielen 2018 und belegte mit Alexander Andersen den vierten Platz. Ebenfalls 2018 unterbot er den Rekord des späteren Tour-de-France-Siegers Jonas Vingegaard am Coll de Rates in Spanien und galt auch deswegen als großes Talent.
In seinem ersten Jahr in der U23, 2019, wurde Hindsgaul Mitglied im UCI Continental Team ColoQuick. Beim Giro della Valle d’Aosta gewann er mit dem Prolog sein erstes Rennen in der U23. Als das Uno-X Norwegian Development Team zur Saison 2020 zum Uno-X Pro Cycling Team wurde, war Hindsgaul der jüngste Fahrer, der in dem neuen UCI ProTeam einen Vertrag erhielt. Mit seinem neuen Team gewann er 2020 das Mannschaftszeitfahren des Giro della Regione Friuli Venezia Giulia und wurde Zweiter bei Il Piccolo Lombardia. Seinen ersten internationalen Sieg in der Elite erzielte er auf der dritten Etappe der Tour of Antalya 2022 und legte damit auch den Grundstein für den Gewinn der Gesamtwertung.
Mit der Deutschland Tour 2023 bestritt Hindsgaul sein letztes Radrennen und beendete seine Karriere als Radsportler. Er beklagte Probleme mit seinem linken Bein, die ihn seit 2020 beschäftigen und ihn hinderten, regelmäßig Wettbewerbe zu bestreiten. Er vermutete einen Zusammenhang zu seiner letzten Wachstumsphase. Der genaue Ursache der Erkrankung soll ungeklärt sein.

## Erfolge
2018
- Dänischer Meister – Einzelzeitfahren (Junioren)
- Gesamtwertung und drei Etappen Internationale Cottbuser Junioren-Etappenfahrt

2019
- Prolog Giro della Valle d’Aosta

2020
- Mannschaftszeitfahren Giro della Regione Friuli Venezia Giulia

2022
- Gesamtwertung und eine Etappe Tour of Antalya